# نادي سيغيستا
دينامو سيغيستا هو نادي كرة قدم كرواتي تأسس في عام 1906 ويقع مقره في مدينة سيساك الكرواتية بمقاطعة سيساك-موسلافينا. وقد سمي بهذات الاسم نسبة إلى إيليريون الذين استوطنوا المدنيجة. سيغيستا هو أقدم نادي كرة القدم في كرواتيا الذي لا زال يحمل نفس اسمه حين تأسيسه.
يلعب الفريق مبارياته الرسمية على ملعبه غرداسكي ستاديون، الذي يتسع لحضور 8,000 ألف متفرج.